# Solanum acroscopicum
Solanum acroscopicum är en potatisväxtart som beskrevs av Carlos M. Ochoa. Solanum acroscopicum ingår i släktet skattor som ingår i familjen potatisväxter. Inga underarter finns listade i Catalogue of Life.